# 기성초등학교 (경북)
기성초등학교는 대한민국 경상북도 울진군에 있는 공립 초등학교이다.

## 학교 연혁
- 1926.10.01 기성공립보통학교(4년제) 개교
- 1992.03.01 다천국민학교, 다천국민학교 방율분교 분교로 통합
- 1995.03.01 방율분교 본교에 통폐합
- 1996.03.01 다천분교 본교에 통폐합
- 1999.09.01 구산초등학교 본교 분교로 통합
- 2014.09.01 박경화 교장선생님 부임
- 2015.02.13 제88회 졸업 (총 5204명)
- 2015.03.01 본교 4학급, 분교 3학급, 유치원 2학급 편성

## 참고 자료
- 기성초등학교 - 한국교육학술정보원 학교알리미